# Olympische Sommerspiele 2016/Fußball
Bei den Olympischen Spielen 2016 in Rio de Janeiro wurden vom 3. bis 20. August 2016 zwei Wettbewerbe im Fußball ausgetragen. Am Turnier der Frauen nahmen zwölf Mannschaften teil, bei den Männern waren es 16 Mannschaften. Ausgetragen wurden die Spiele nicht nur in Rio de Janeiro, sondern in verschiedenen Stadien Brasiliens. Das Turnier wurde für Frauen und Männer parallel ausgetragen und begann schon vor der offiziellen Eröffnung der Spiele. Es war das dritte Mal nach 1996 bzw. 2008, dass das olympische Fußballturnier im selben Land ausgetragen wurde, in dem zuvor die Fußball-Weltmeisterschaft der Männer (1994, USA) beziehungsweise der Frauen (2007, China) stattfand. Allerdings fanden nur diesmal die Finalspiele im selben Stadion wie bei der WM 2014 statt.
Wie seit dem Turnier 1996 in Atlanta waren bei den Männern nur U-23-Mannschaften zugelassen, die mit maximal drei älteren Athleten verstärkt werden durften. Diese Einschränkung gab es bei den Frauen nicht.
Während der Spiele war testweise die Einwechslung eines vierten Spielers bzw. einer vierten Spielerin während einer Verlängerung möglich.

## Spielorte
Die Spiele wurden in sieben verschiedenen Stadien in Brasilien ausgetragen. Die beiden Endspiele fanden in Rio de Janeiro im Maracanã statt.
| Manaus |

| Brasília |

| Salvador |

| Belo Horizonte |

| Rio de Janeiro |

| São Paulo |

| Manaus |

| Brasília |

| Salvador |

| Belo Horizonte |

| Rio de Janeiro |

| São Paulo |

## Modus der Endrunden
In den Gruppen wurde die Rangfolge nach folgenden Kriterien ermittelt:
1. Anzahl der Punkte aus allen Gruppenspielen;
2. Tordifferenz aus allen drei Spielen;
3. Anzahl der erzielten Tore;
4. Anzahl Punkte aus den Direktbegegnungen der punkt- und torgleichen Teams;
5. Tordifferenz in den Direktbegegnungen der punkt- und torgleichen Teams;
6. Anzahl der in den Direktbegegnungen der punkt- und torgleichen Teams erzielten Tore;
7. Losentscheid durch die FIFA-Organisationskommission.

Beim Frauenturnier qualifizierten sich auch die beiden besten Gruppendritten. Deren Reihenfolge wurde durch die Kriterien 1, 2, 3 und 7 ermittelt.
Ab dem Viertelfinale folgte bei unentschiedenem Spielstand zunächst eine Verlängerung von zweimal 15 Minuten, bestand danach immer noch Gleichstand, entschied ein Elfmeterschießen.
Die Gruppenauslosung für beide Turniere fand am 14. April 2016 im Maracanã statt.

## Männerturnier

### Qualifikation
Asien
Die Teilnehmer des asiatischen Verbandes AFC wurden bei der U-23-Fußball-Asienmeisterschaft 2016 in Katar ermittelt. Als erste asiatische Mannschaft konnte sich Japan durch den Sieg im ersten Halbfinale qualifizieren. Durch einen Sieg im zweiten Halbfinale erreichte drei Stunden später auch Südkorea, das 2012 im ersten rein asiatischen Spiel um die Bronzemedaille gegen Japan gewonnen hatte, das Turnier in Rio. Damit nehmen zum ersten Mal seit 1952 wieder die vier ersten Mannschaften der vorherigen Austragung teil, was außer 1952 nur noch 1912 der Fall war, zudem verzichteten 1984 drei der vier qualifizierten Erstplatzierten der vorherigen Austragung. Als letzte Mannschaft qualifizierte sich der Irak durch einen Sieg gegen Katar im Spiel um den dritten Platz.
Afrika
Für den afrikanischen Verband CAF war der U-23-Afrika-Cup 2015 im Senegal maßgeblich, welche vom 28. November bis 12. Dezember stattfand. Die beiden Finalisten Algerien und Nigeria, sowie Südafrika, der Sieger des Spiels um Platz 3 gegen den Senegal sind qualifiziert.
CONCACAF
Aus dem nord- und zentralamerikanischen Verband CONCACAF qualifizierten sich zwei Mannschaften. Das Qualifikationsturnier fand vom 1. bis 13. Oktober 2015 in den USA statt. Die ersten beiden Mannschaften (Mexiko, Honduras) qualifizierten sich direkt. Die USA traf als drittplatzierte Mannschaft im März in den Play-offs auf Kolumbien, den zweitplatzierten der CONMEBOL-Zone. Das Hinspiel endete 1:1, im Rückspiel gewann Kolumbien mit 2:1 und qualifizierte sich damit für Olympia. Mit Mexiko konnte sich der aktuelle Titelverteidiger von 2012 qualifizieren.
Europa
Das Qualifikationsturnier der UEFA war die U-21-Fußball-Europameisterschaft vom 17. bis 30. Juni 2015 in Tschechien. Die vier Halbfinalisten qualifizierten sich für das olympische Turnier. Hätte England das Halbfinale erreicht, wäre ein Entscheidungsspiel zwischen den beiden Gruppendritten um den vierten Startplatz ausgetragen worden, da der englische Fußballverband nach Protesten der anderen drei Home Nations auf die Nominierung einer olympischen Fußballmannschaft verzichtete.
Ozeanien
Der Startplatz des ozeanischen Verbandes OFC wurde beim Fußballturnier der Pazifikspiele vom 3. bis zum 17. Juli 2015 in Papua-Neuguinea ausgespielt. Den Startplatz konnte sich Fidschi durch einen Sieg gegen Vanuatu sichern.
Südamerika
Bei der U-20-Fußball-Südamerikameisterschaft im Januar und Februar 2015 in Uruguay qualifizierte sich Argentinien Turniersieger für Olympia. Die zweitplatzierte Mannschaft von Kolumbien traf im März 2016 in den Play-offs auf die USA, das drittplatzierte Team aus der CONCACAF-Zone. Kolumbien setzte sich nach einem 1:1 und einem 2:1-Sieg durch. Olympia-Gastgeber Brasilien, der automatisch qualifiziert war, erreichte bei diesem Turnier den 4. Platz.
Für das olympische Fußballturnier konnten sich schließlich folgende Mannschaften qualifizieren:
| 3 aus Südamerika              | Brasilien (Gastgeber)     | Argentinien | Kolumbien |          |
| 4 aus Europa                  | Dänemark                  | Deutschland | Portugal  | Schweden |
| 2 aus Nord- und Mittelamerika | Mexiko (Titelverteidiger) | Honduras    |           |          |
| 3 aus Afrika                  | Algerien                  | Nigeria     | Südafrika |          |
| 3 aus Asien                   | Japan                     | Südkorea    | Irak      |          |
| 1 aus Ozeanien                | Fidschi                   |             |           |          |

### Gruppenphase
Die Gruppenauslosung erfolgte am 14. April 2016. Die Mannschaften wurden für die Auslosung anhand der Ergebnisse bei den letzten olympischen Turnieren auf vier Töpfe verteilt:
Topf 1: Brasilien, Argentinien, Mexiko, Japan
Topf 2: Nigeria, Südkorea, Honduras, Irak
Topf 3: Schweden, Fidschi, Portugal, Südafrika
Topf 4: Algerien, Kolumbien, Dänemark, Deutschland
Bei der Auslosung konnten nicht zwei Mannschaften aus derselben Konföderation in eine Gruppe gelost werden.
Die ersten Spiele wurden am 4. August 2016, einen Tag vor der eigentlichen Eröffnung der Olympischen Spiele ausgetragen. Die ersten beiden Spieltage jeder Gruppe wurden als Doppelveranstaltungen durchgeführt. Der dritte Spieltag fand jeweils parallel in verschiedenen Stadien statt, wobei auch Doppelveranstaltungen von Spielen verschiedener Gruppen stattfanden. Die Spielpläne wurden am 10. November 2015 veröffentlicht.

#### Gruppe A
| Pl. | Land      | Sp. | S | U | N | Tore    | Diff. | Punkte |
| --- | --------- | --- | - | - | - | ------- | ----- | ------ |
| 1.  | Brasilien | 3   | 1 | 2 | 0 | 004:000 | +4    | 05     |
| 2.  | Dänemark  | 3   | 1 | 1 | 1 | 001:400 | −3    | 04     |
| 3.  | Irak      | 3   | 0 | 3 | 0 | 001:100 | ±0    | 03     |
| 4.  | Südafrika | 3   | 0 | 2 | 1 | 001:200 | −1    | 02     |

|                                                                      |   |           |           |
| Do., 4. August 2016 um 13:00 Uhr (18:00 Uhr MESZ) in Brasília        |   |           |           |
| Irak                                                                 | – | Dänemark  | 0:0       |
| Do., 4. August 2016 um 16:00 Uhr (21:00 Uhr MESZ) in Brasília        |   |           |           |
| Brasilien                                                            | – | Südafrika | 0:0       |
| So., 7. August 2016 um 19:00 Uhr (Mo., 00:00 Uhr MESZ) in Brasília   |   |           |           |
| Dänemark                                                             | – | Südafrika | 1:0 (0:0) |
| So., 7. August 2016 um 22:00 Uhr (Mo., 03:00 Uhr MESZ) in Brasília   |   |           |           |
| Brasilien                                                            | – | Irak      | 0:0       |
| Mi., 10. August 2016 um 22:00 Uhr (Do., 03:00 Uhr MESZ) in Salvador  |   |           |           |
| Dänemark                                                             | – | Brasilien | 0:4 (0:2) |
| Mi., 10. August 2016 um 22:00 Uhr (Do., 03:00 Uhr MESZ) in São Paulo |   |           |           |
| Südafrika                                                            | – | Irak      | 1:1 (1:1) |

#### Gruppe B
| Pl. | Land      | Sp. | S | U | N | Tore    | Diff. | Punkte |
| --- | --------- | --- | - | - | - | ------- | ----- | ------ |
| 1.  | Nigeria   | 3   | 2 | 0 | 1 | 006:600 | ±0    | 06     |
| 2.  | Kolumbien | 3   | 1 | 2 | 0 | 006:400 | +2    | 05     |
| 3.  | Japan     | 3   | 1 | 1 | 1 | 007:700 | ±0    | 04     |
| 4.  | Schweden  | 3   | 0 | 1 | 2 | 002:400 | −2    | 01     |

|                                                                      |   |           |           |
| Do., 4. August 2016 um 18:00 Uhr (Fr., 00:00 Uhr MESZ) in Manaus     |   |           |           |
| Schweden                                                             | – | Kolumbien | 2:2 (1:1) |
| Do., 4. August 2016 um 21:00 Uhr (Fr., 03:00 Uhr MESZ) in Manaus     |   |           |           |
| Nigeria                                                              | – | Japan     | 5:4 (3:2) |
| So., 7. August 2016 um 18:00 Uhr (Mo., 00:00 Uhr MESZ) in Manaus     |   |           |           |
| Schweden                                                             | – | Nigeria   | 0:1 (0:1) |
| So., 7. August 2016 um 21:00 Uhr (Mo., 03:00 Uhr MESZ) in Manaus     |   |           |           |
| Japan                                                                | – | Kolumbien | 2:2 (0:0) |
| Mi., 10. August 2016 um 19:00 Uhr (Do., 00:00 Uhr MESZ) in Salvador  |   |           |           |
| Japan                                                                | – | Schweden  | 1:0 (0:0) |
| Mi., 10. August 2016 um 19:00 Uhr (Do., 00:00 Uhr MESZ) in São Paulo |   |           |           |
| Kolumbien                                                            | – | Nigeria   | 2:0 (1:0) |

#### Gruppe C
| Pl. | Land        | Sp. | S | U | N | Tore    | Diff. | Punkte |
| --- | ----------- | --- | - | - | - | ------- | ----- | ------ |
| 1.  | Südkorea    | 3   | 2 | 1 | 0 | 012:300 | +9    | 07     |
| 2.  | Deutschland | 3   | 1 | 2 | 0 | 015:500 | +10   | 05     |
| 3.  | Mexiko      | 3   | 1 | 1 | 1 | 007:400 | +3    | 04     |
| 4.  | Fidschi     | 3   | 0 | 0 | 3 | 001:230 | −22   | 0      |

|                                                                      |   |             |            |
| Do., 4. August 2016 um 17:00 Uhr (22:00 Uhr MESZ) in Salvador        |   |             |            |
| Mexiko                                                               | – | Deutschland | 2:2 (0:0)  |
| Do., 4. August 2016 um 20:00 Uhr (Fr., 01:00 Uhr MESZ) in Salvador   |   |             |            |
| Fidschi                                                              | – | Südkorea    | 0:8 (0:1)  |
| So., 7. August 2016 um 13:00 Uhr (18:00 Uhr MESZ) in Salvador        |   |             |            |
| Fidschi                                                              | – | Mexiko      | 1:5 (1:0)  |
| So., 7. August 2016 um 16:00 Uhr (21:00 Uhr MESZ) in Salvador        |   |             |            |
| Deutschland                                                          | – | Südkorea    | 3:3 (1:1)  |
| Mi., 10. August 2016 um 16:00 Uhr (21:00 Uhr MESZ) in Belo Horizonte |   |             |            |
| Deutschland                                                          | – | Fidschi     | 10:0 (6:0) |
| Mi., 10. August 2016 um 16:00 Uhr (21:00 Uhr MESZ) in Brasília       |   |             |            |
| Südkorea                                                             | – | Mexiko      | 1:0 (0:0)  |

#### Gruppe D
| Pl. | Land        | Sp. | S | U | N | Tore    | Diff. | Punkte |
| --- | ----------- | --- | - | - | - | ------- | ----- | ------ |
| 1.  | Portugal    | 3   | 2 | 1 | 0 | 005:200 | +3    | 07     |
| 2.  | Honduras    | 3   | 1 | 1 | 1 | 005:500 | ±0    | 04     |
| 3.  | Argentinien | 3   | 1 | 1 | 1 | 003:400 | −1    | 04     |
| 4.  | Algerien    | 3   | 0 | 1 | 2 | 004:600 | −2    | 01     |

|                                                                                      |   |             |           |
| Do., 4. August 2016 um 15:00 Uhr (20:00 Uhr MESZ) in Rio de Janeiro (Olympiastadion) |   |             |           |
| Honduras                                                                             | – | Algerien    | 3:2 (2:0) |
| Do., 4. August 2016 um 18:00 Uhr (23:00 Uhr MESZ) in Rio de Janeiro (Olympiastadion) |   |             |           |
| Portugal                                                                             | – | Argentinien | 2:0 (0:0) |
| So., 7. August 2016 um 15:00 Uhr (20:00 Uhr MESZ) in Rio de Janeiro (Olympiastadion) |   |             |           |
| Honduras                                                                             | – | Portugal    | 1:2 (1:2) |
| So., 7. August 2016 um 18:00 Uhr (23:00 Uhr MESZ) in Rio de Janeiro (Olympiastadion) |   |             |           |
| Argentinien                                                                          | – | Algerien    | 2:1 (0:0) |
| Mi., 10. August 2016 um 13:00 Uhr (18:00 Uhr MESZ) in Belo Horizonte                 |   |             |           |
| Algerien                                                                             | – | Portugal    | 1:1 (1:1) |
| Mi., 10. August 2016 um 13:00 Uhr (18:00 Uhr MESZ) in Brasília                       |   |             |           |
| Argentinien                                                                          | – | Honduras    | 1:1 (0:0) |

### Viertelfinale
|                                                                           |   |             |           |
| Sa., 13. August 2016 um 13:00 Uhr (18:00 Uhr MESZ) in Brasília            |   |             |           |
| Portugal                                                                  | – | Deutschland | 0:4 (0:1) |
| Sa., 13. August 2016 um 16:00 Uhr (21:00 Uhr MESZ) in Salvador            |   |             |           |
| Nigeria                                                                   | – | Dänemark    | 2:0 (1:0) |
| Sa., 13. August 2016 um 19:00 Uhr (So., 00:00 Uhr MESZ) in Belo Horizonte |   |             |           |
| Südkorea                                                                  | – | Honduras    | 0:1 (0:0) |
| Sa., 13. August 2016 um 22:00 Uhr (So., 03:00 Uhr MESZ) in São Paulo      |   |             |           |
| Brasilien                                                                 | – | Kolumbien   | 2:0 (1:0) |

### Halbfinale
|                                                                                 |   |             |           |
| Mi., 17. August 2016 um 13:00 Uhr (18:00 Uhr MESZ) in Rio de Janeiro (Maracanã) |   |             |           |
| Brasilien                                                                       | – | Honduras    | 6:0 (3:0) |
| Mi., 17. August 2016 um 16:00 Uhr (21:00 Uhr MESZ) in São Paulo                 |   |             |           |
| Nigeria                                                                         | – | Deutschland | 0:2 (0:1) |

### Spiel um Bronze
|                                                                      |   |         |           |
| Sa., 20. August 2016 um 13:00 Uhr (18:00 Uhr MESZ) in Belo Horizonte |   |         |           |
| Honduras                                                             | – | Nigeria | 2:3 (0:1) |

### Finale
| Brasilien                                                                       | Brasilien | Deutschland | Deutschland |
| ------------------------------------------------------------------------------- | --- | --- | ----------- |
| Brasilien                                                                       | \| Sa., 20. August 2016 um 17:30 Uhr (22:30 Uhr MESZ) in Rio de Janeiro (Maracanã) \| \| Ergebnis: 1:1 n. V. (1:1, 1:0), 5:4 i. E. \| \| Zuschauer: 63.707 \| \| Schiedsrichter: Alireza Faghani ( Iran) \| \| Spielbericht \| | \| Sa., 20. August 2016 um 17:30 Uhr (22:30 Uhr MESZ) in Rio de Janeiro (Maracanã) \| \| Ergebnis: 1:1 n. V. (1:1, 1:0), 5:4 i. E. \| \| Zuschauer: 63.707 \| \| Schiedsrichter: Alireza Faghani ( Iran) \| \| Spielbericht \|     | Deutschland |
| Brasilien                                                                       | Wéverton – Douglas Santos, Rodrigo Caio, Marquinhos, Zeca – Neymar , Renato Augusto, Walace – Luan Vieira, Gabriel Barbosa (70. Felipe Anderson), Gabriel Jesus (96. Rafinha) Cheftrainer: Rogério Micale                      | Timo Horn – Lukas Klostermann, Niklas Süle, Matthias Ginter, Jeremy Toljan – Sven Bender – Serge Gnabry, Max Meyer , Lars Bender (67. Grischa Prömel), Julian Brandt – Davie Selke (76. Nils Petersen) Cheftrainer: Horst Hrubesch | Deutschland |
| Brasilien                                                                       | 1:0 Neymar (27.) | 1:1 Meyer (59.) | Deutschland |
| Brasilien                                                                       | Elfmeterschießen | | Deutschland |
| Brasilien                                                                       | 1:1 Renato Augusto 2:2 Marquinhos 3:3 Rafinha 4:4 Luan Vieira 5:4 Neymar | 0:1 Ginter 1:2 Gnabry 2:3 Brandt 3:4 Süle Wéverton hält gegen Petersen | Deutschland |
| Brasilien                                                                       | Zeca (31.), Gabriel Barbosa (43.) | Selke (49.), S. Bender (83.), Süle (89.) | Deutschland |
| Brasilien                                                                       | Letztes Länderspiel unter Horst Hrubesch | | Deutschland |
| Sa., 20. August 2016 um 17:30 Uhr (22:30 Uhr MESZ) in Rio de Janeiro (Maracanã) | | |             |
| Ergebnis: 1:1 n. V. (1:1, 1:0), 5:4 i. E.                                       | | |             |
| Zuschauer: 63.707                                                               | | |             |
| Schiedsrichter: Alireza Faghani ( Iran)                                         | | |             |
| Spielbericht                                                                    | | |             |

### Medaillenränge

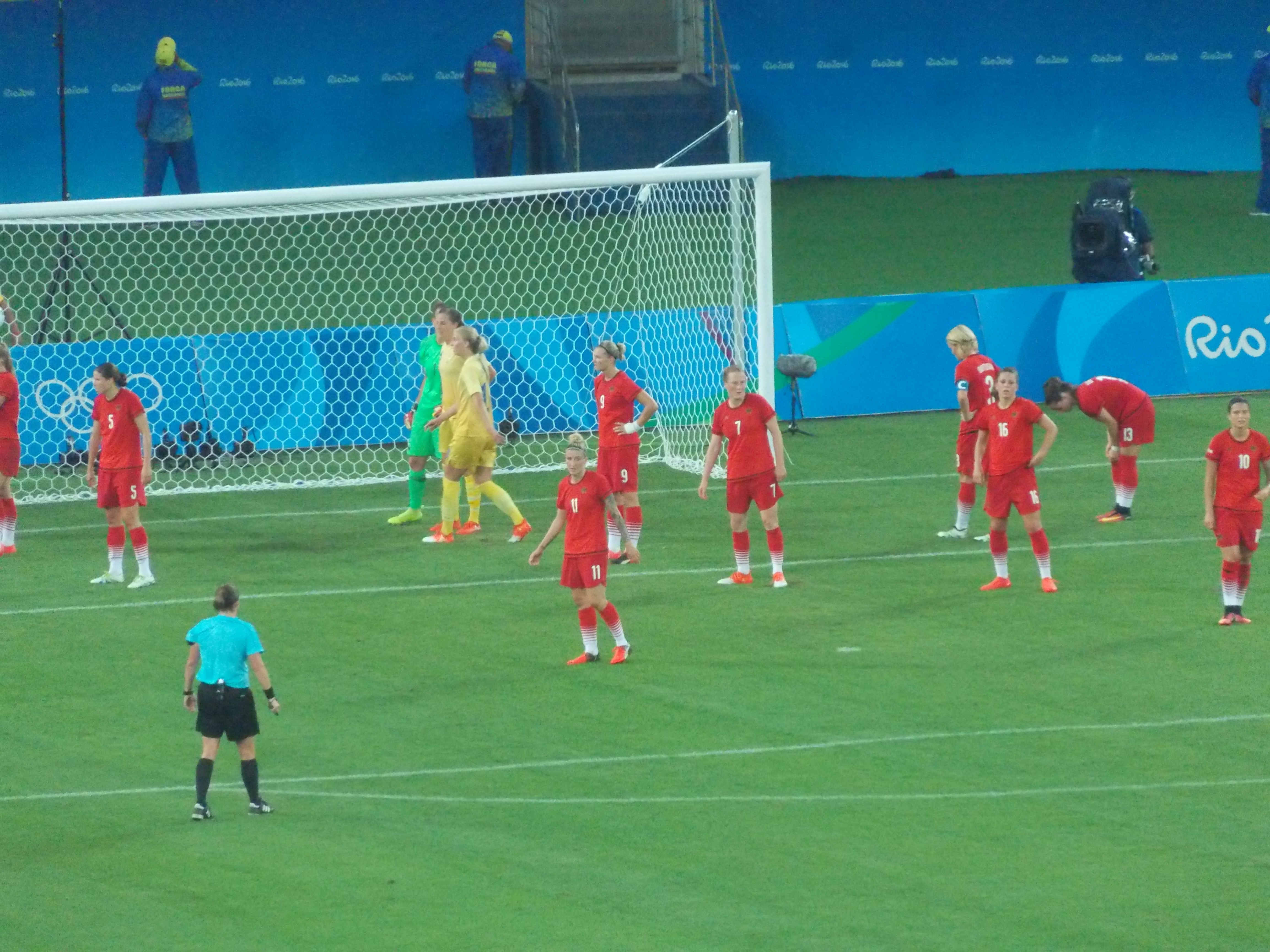
Szene aus dem Finalspiel

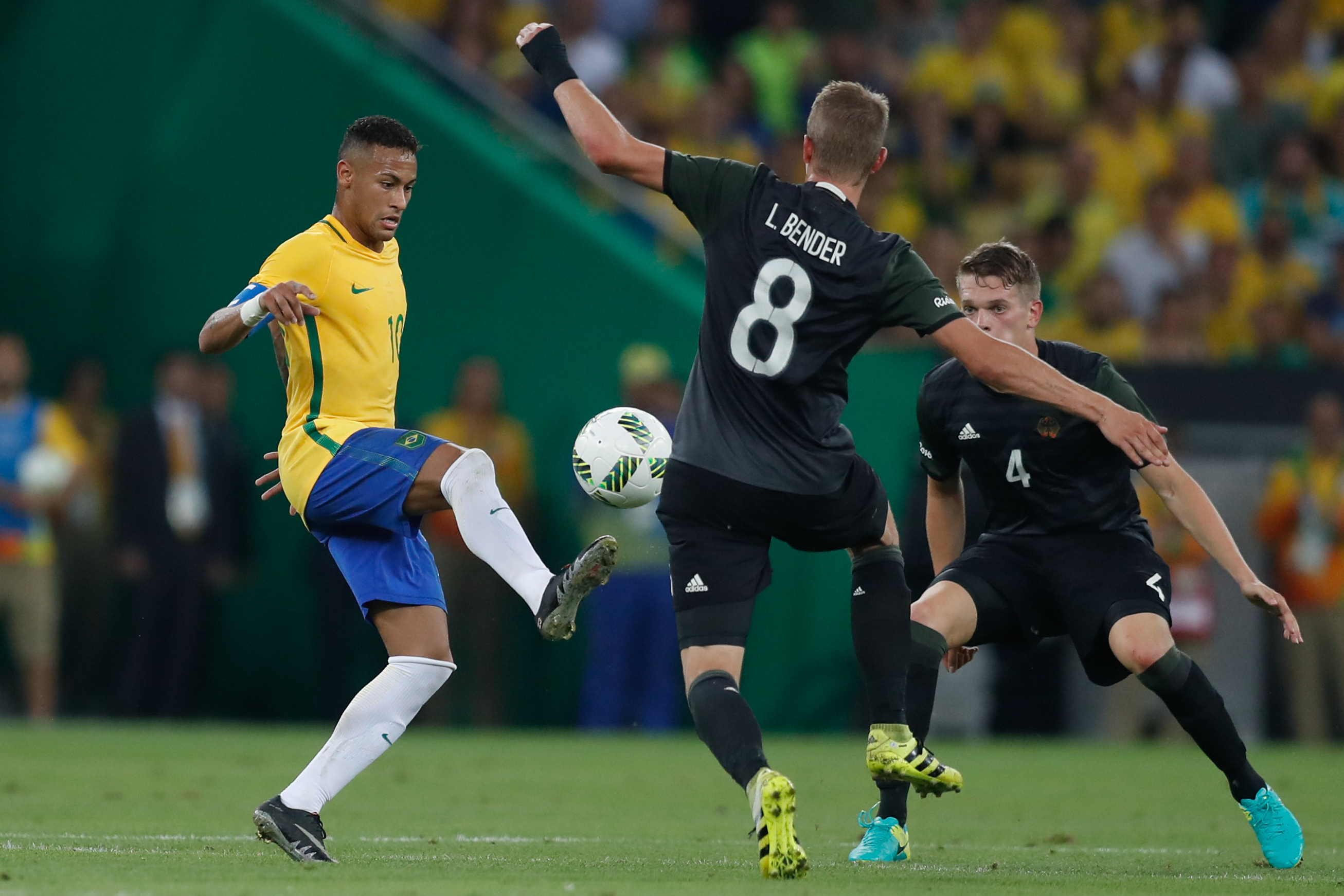
Szene aus dem Finalspiel
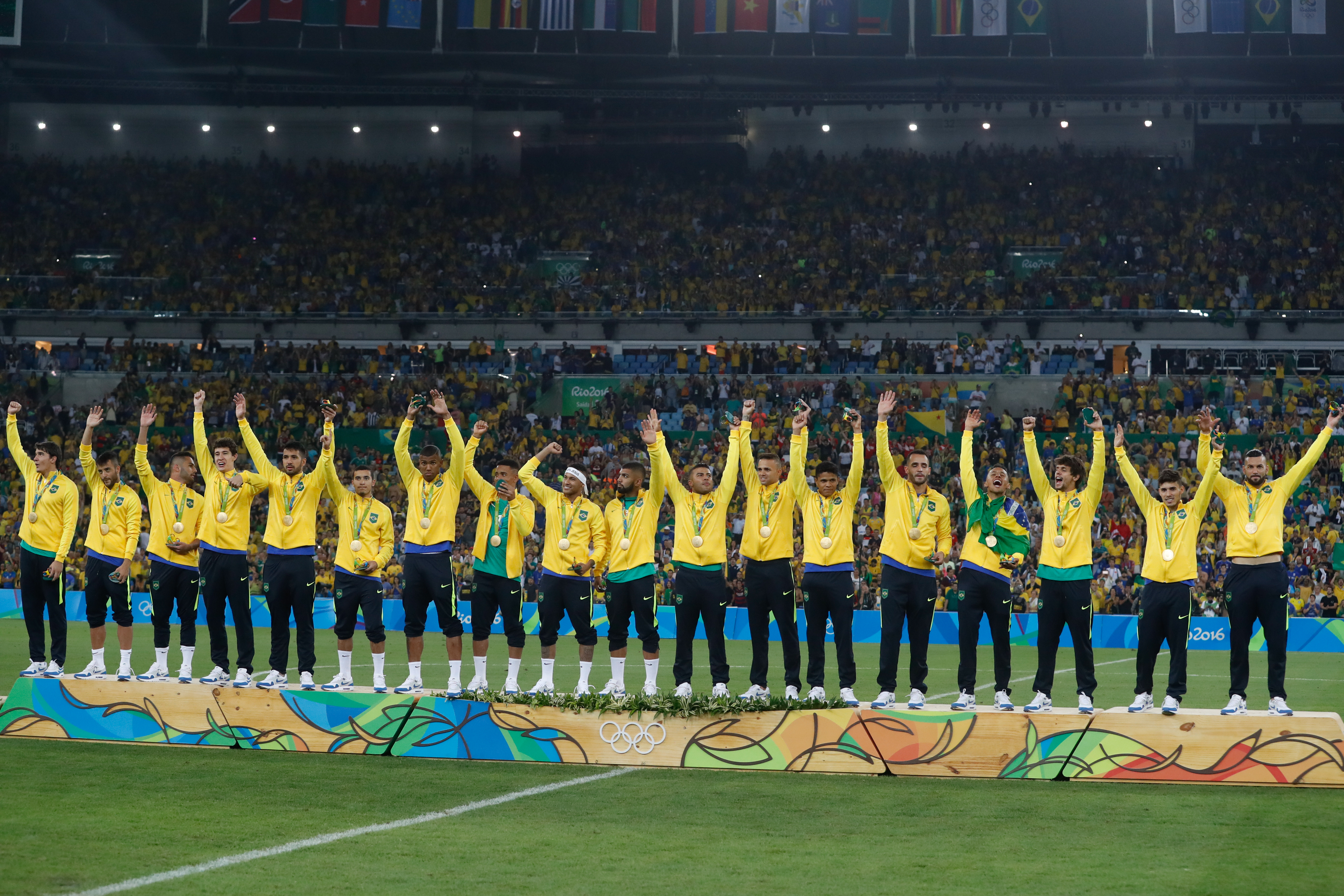
Die brasilianische Mannschaft bei der Medaillenübergabe

| Rang               | Medaillengewinner |
| ------------------ | --- |
| Gold Brasilien     | Felipe Anderson, Renato Augusto, Gabriel Barbosa, Rodrigo Caio, Rodrigo Dourado, Luan Garcia, Gabriel Jesus, Thiago Maia, Marquinhos, Neymar , Rafinha, Douglas Santos, Uilson (TW), Luan Vieira, Walace, Wéverton (TW), William, Zeca Trainer: Rogério Micale                                                                |
| Silber Deutschland | Robert Bauer, Lars Bender, Sven Bender, Julian Brandt, Max Christiansen, Matthias Ginter, Serge Gnabry, Leon Goretzka , Timo Horn (TW), Jannik Huth (TW), Lukas Klostermann, Philipp Max, Max Meyer , Eric Oelschlägel (TW), Nils Petersen, Grischa Prömel, Davie Selke, Niklas Süle, Jeremy Toljan Trainer: Horst Hrubesch   |
| Bronze Nigeria     | Abdullahi Shehu, Junior Ajayi, Daniel Akpeyi (TW), Stanley Amuzie, Emmanuel Daniel (TW), Saturday Erimuya, Oghenekaro Etebo, Imoh Ezekiel , Kingsley Madu, Muhammed Usman, John Obi Mikel, Azubuike Okechukwu, Umar Sadiq, Saliu Popoola, Seth Sincere, William Troost-Ekong, Ndifreke Udo, Aminu Umar Trainer: Samson Siasia |

### Schiedsrichter
Die Schiedsrichter wurden am 2. Mai 2016 bekanntgegeben.
| Kontinentalverband | Schiedsrichter      | Schiedsrichterassistenten              | Einsätze |
| ------------------ | ------------------- | -------------------------------------- | -------- |
| AFC                | Alireza Faghani     | Reza Sokhandan Mohammadreza Mansouri   | 3        |
| AFC                | Ryuji Sato          | Toru Sagara Hiroshi Yamauchi           | 1        |
| AFC                | Fahad al-Mirdasi    | Abdullah al-Shalwai Mohammed al-Abakry | 2        |
| CAF                | Gehad Grisha        | Redouane Achik Waleed Ahmed            | 2        |
| CAF                | Malang Diedhiou     | Djibril Camara El Hadji Samba          | 2        |
| CONCACAF           | Walter López        | Gerson López Castellanos Leonel Leal   | 2        |
| CONCACAF           | César Arturo Ramos  | Marvin Torrentera Miguel Hernández     | 2        |
| CONMEBOL           | Néstor Pitana       | Hernán Maidana Juan Pablo Belatti      | 2        |
| CONMEBOL           | Sandro Ricci        | Emerson de Carvalho Marcelo Van Gasse  | 3        |
| CONMEBOL           | Roddy Zambrano      | Christian Lescano Byron Romero         | 2        |
| OFC                | Matthew Conger      | Simon Lount Tevita Makasini            | 2        |
| UEFA               | Clément Turpin      | Frédéric Cano Nicolas Danos            | 2        |
| UEFA               | Ovidiu Hațegan      | Octavian Șovre Sebastian Gheorghe      | 2        |
| UEFA               | Sergei Karassjow    | Tichon Kalugin Nikolai Golubew         | 1        |
| UEFA               | Antonio Mateu Lahoz | Pau Cebrián Devis Roberto Díaz Pérez   | 2        |
| UEFA               | Cüneyt Çakır        | Bahattin Duran Tarık Ongun             | 2        |

Unterstützungsschiedsrichter:
- Joseph Lamptey
- Diego Haro

### Torschützenliste
| Rang | Spieler           | Tore | Vorlagen | Spielminuten |
| ---- | ----------------- | ---- | -------- | ------------ |
| 1    | Nils Petersen     | 6    | 0        | 164          |
| 2    | Serge Gnabry      | 6    | 0        | 521          |
| 3    | Max Meyer         | 4    | 3        | 564          |
| 4    | Neymar            | 4    | 3        | 570          |
| 5    | Erick Gutiérrez   | 4    | 0        | 270          |
|      | Oghenekaro Etebo  | 4    | 0        | 270          |
| 7    | Umar Sadiq        | 4    | 0        | 493          |
| 8    | Luan Vieira       | 3    | 2        | 464          |
| 9    | Ryu Seung-woo     | 3    | 1        | 256          |
| 10   | Kwon Chang-hoon   | 3    | 1        | 332          |
| 11   | Suk Hyun-jun      | 3    | 0        | 77           |
| 12   | Gonçalo Paciência | 3    | 0        | 245          |
| 13   | Teófilo Gutiérrez | 3    | 0        | 360          |
| 14   | Anthony Lozano    | 3    | 0        | 450          |
| 15   | Gabriel Jesus     | 3    | 0        | 487          |
| 16   | Dorlan Pabón      | 2    | 2        | 356          |
| 17   | Davie Selke       | 2    | 2        | 411          |
| 18   | Takuma Asano      | 2    | 0        | 188          |
| 19   | Sofiane Bendebka  | 2    | 0        | 270          |
| 20   | Son Heung-min     | 2    | 0        | 290          |
| 21   | Aminu Umar        | 2    | 0        | 356          |
| 22   | Matthias Ginter   | 2    | 0        | 480          |
| 23   | Gabriel Barbosa   | 2    | 0        | 497          |
| 24   | Alberth Elis      | 2    | 0        | 517          |
| 25   | Marcelo Pereira   | 2    | 0        | 540          |
| 26   | Oribe Peralta     | 1    | 3        | 164          |

| Rang | Spieler           | Tore | Vorlagen | Spielminuten |
| ---- | ----------------- | ---- | -------- | ------------ |
| 27   | John Obi Mikel    | 1    | 3        | 527          |
| 28   | Romell Quioto     | 1    | 3        | 531          |
| 29   | Takumi Minamino   | 1    | 1        | 176          |
| 30   | Shinzō Kōroki     | 1    | 1        | 238          |
| 31   | Jonathan Calleri  | 1    | 1        | 252          |
| 32   | Baghdad Bounedjah | 1    | 1        | 270          |
| 33   | Lukas Klostermann | 1    | 1        | 526          |
| 34   | Musashi Suzuki    | 1    | 0        | 48           |
| 35   | Philipp Max       | 1    | 0        | 65           |
| 36   | Shin’ya Yajima    | 1    | 0        | 108          |
| 37   | Robert Skov       | 1    | 0        | 109          |
| 38   | Rodolfo Pizarro   | 1    | 0        | 116          |
| 39   | Pité              | 1    | 0        | 129          |
| 40   | Ángel Correa      | 1    | 0        | 252          |
| 41   | Shōya Nakajima    | 1    | 0        | 256          |
| 42   | Saad Abdulameer   | 1    | 0        | 259          |
|      | Mikael Ishak      | 1    | 0        | 259          |
| 44   | Astrit Ajdarević  | 1    | 0        | 270          |
|      | Mohamed Benkablia | 1    | 0        | 270          |
|      | Tobias Figueiredo | 1    | 0        | 270          |
|      | Roy Krishna       | 1    | 0        | 270          |
|      | Maurizio Martínez | 1    | 0        | 270          |
|      | Gift Motupa       | 1    | 0        | 270          |
|      | Carlos Salcedo    | 1    | 0        | 270          |
| 51   | Hwang Hee-chan    | 1    | 0        | 339          |
| 52   | Marquinhos        | 1    | 0        | 563          |

Anmerkung: Sortierung bei gleicher Torzahl gemäß Anzahl Torvorlagen bzw. gespielter Zeit.
- Stand: 21. August 2016, nach dem Finale
- Eigentore:
  - Hiroki Fujiharu (Japan gegen Kolumbien)

### Sperren aufgrund von Karten
| Spieler            | Vergehen                                                    | Sperre im Spiel                     |
| ------------------ | ----------------------------------------------------------- | ----------------------------------- |
| Mothobi Mvala      | in Gruppe A gegen Brasilien                                 | Gruppe A Dänemark – Südafrika       |
| Víctor Cuesta      | in Gruppe D gegen Algerien                                  | Gruppe D Argentinien – Honduras     |
| Ayoub Abdellaoui   | in Gruppe D gegen Argentinien                               | Gruppe D Algerien – Portugal        |
| Johnny Palacios    | in Gruppe D gegen Algerien in Gruppe D gegen Portugal       | Gruppe D Argentinien – Honduras     |
| Tobias Figueiredo  | in Gruppe D gegen Argentinien in Gruppe D gegen Honduras    | Gruppe D Algerien – Portugal        |
| Sergio Olivera     | in Gruppe D gegen Argentinien in Gruppe D gegen Honduras    | Gruppe D Algerien – Portugal        |
| Thiago Maia        | in Gruppe A gegen Südafrika in Gruppe A gegen Irak          | Gruppe A Dänemark – Brasilien       |
| Abdelghani Demmou  | in Gruppe D gegen Honduras in Gruppe D gegen Argentinien    | Gruppe D Algerien – Portugal        |
| Haris Belkebala    | in Gruppe D gegen Honduras in Gruppe D gegen Argentinien    | Gruppe D Algerien – Portugal        |
| Kevin Balanta      | in Gruppe B gegen Japan in Gruppe B gegen Nigeria           | Viertelfinale Brasilien – Kolumbien |
| Azubuike Okechukwu | in Gruppe B gegen Kolumbien im Viertelfinale gegen Dänemark | Halbfinale Nigeria – Deutschland    |

Zudem erhielt der Mexikaner Hirving Lozano im Spiel gegen Südkorea die Rote Karte in der vierten Minute der Nachspielzeit, die aber keinen Effekt für das weitere Turnier hatte, da Mexiko ausschied.

## Frauenturnier

### Qualifikation
Asien
Die dem asiatischen Verband AFC zustehenden zwei Startplätze wurden in einem Qualifikationsturnier in drei Runden ausgespielt. Die erste Runde fand im März 2015, die zweite Runde im September 2015 und die dritte Runde im Februar und März 2016 in Osaka statt. Die beiden besten Mannschaften qualifizierten sich für die Olympischen Spiele. Bereits am vorletzten Spieltag standen Australien und die Volksrepublik China als asiatische Teilnehmer fest. Dagegen konnte Vizeweltmeister Japan, der 2012 die Silbermedaille gewonnen hatte, den Heimvorteil nicht nutzen.
Afrika
Die zwei Startplätze des afrikanischen Verbandes CAF wurden in einem Qualifikationsturnier, das aus vier Runden bestand ermittelt. Die Partien wurden in Hin- und Rückspielen ausgetragen, wobei die Spiele der ersten Runde nicht stattfanden, da zwei Mannschaften zurückzogen, und waren am 18. Oktober 2015 beendet. Die beiden Topteams qualifizierten sich für die Endrunde. Wie 2012 konnte sich Südafrika wieder qualifizieren, wogegen sich die Simbabwische Fußballnationalmannschaft der Frauen erstmals für ein FIFA-Turnier qualifizieren konnte.
Amerika
Die zwei Mannschaften des nord- und mittelamerikanischen Verbands CONCACAF werden bei einem Turnier vom 10. bis 21. Februar 2016 in den USA ermittelt. Mit Siegen in den Halbfinalspielen qualifizierten sich Kanada und Titelverteidiger USA am 19. Februar für Rio 2016. Titelverteidiger USA gewann anschließend das Finale gegen Kanada und blieben im Turnier ohne Gegentor.
Bei der Fußball-Südamerikameisterschaft der Frauen 2014 in Ecuador wurden die zwei Startplätze des südamerikanischen Verbandes CONMEBOL ausgespielt. In der Finalrunde setzten sich Brasilien, das als Gastgeber bereits qualifiziert war und Kolumbien durch und qualifizierten sich als erste Mannschaften für das olympische Turnier.
Europa
Aus dem europäischen Verband UEFA qualifizierten sich die drei besten europäischen Mannschaften der Fußball-Weltmeisterschaft 2015 in Kanada. Deutschland und Frankreich qualifizierten sich durch den Einzug ins Viertelfinale direkt. Da England, das bei der WM als beste europäische Mannschaft den dritten Platz belegte, als Einzelverband innerhalb Großbritanniens bei Olympischen Spielen nicht startberechtigt ist, wurde der dritte europäische Teilnehmer in einem Turnier zwischen den im Achtelfinale ausgeschiedenen Mannschaften aus den Niederlanden, aus Norwegen, Schweden und der Schweiz ermittelt. Das Turnier im Jeder-gegen-jeden-Modus fand vom 2. bis 9. März 2016 in den Niederlanden statt. Schweden sicherte sich den letzten Startplatz durch zwei 1:0-Siege und ein Remis gegen die Gastgeberinnen.
Ozeanien
Der Startplatz des ozeanischen Verbandes OFC sollte in Play-off-Spielen zwischen Papua-Neuguinea, dem Sieger des Fußballturniers bei den Pazifikspielen, das vom 6. bis zum 16. Juli 2015 in Papua-Neuguinea ausgetragen wurde, und Neuseeland im Januar 2016 in Hin- und Rückspiel ermittelt werden. Nachdem Neuseeland das erste Spiel in Papua-Neuguinea mit 7:1 gewonnen hatte, trat Papua-Neuguinea zum Rückspiel in Neuseeland nicht mehr an, Neuseeland war damit für die Olympischen Spiele qualifiziert.
Für das olympische Fußballturnier der Frauen konnten sich somit folgende Mannschaften qualifizieren:
| 2 aus Südamerika              | Brasilien (Gastgeber) | Kolumbien              |          |
| 3 aus Europa                  | Deutschland           | Frankreich             | Schweden |
| 2 aus Nord- und Mittelamerika | Kanada                | USA (Titelverteidiger) |          |
| 2 aus Afrika                  | Simbabwe              | Südafrika              |          |
| 2 aus Asien                   | Australien            | China                  |          |
| 1 aus Ozeanien                | Neuseeland            |                        |          |

### Gruppenphase
Die Gruppenauslosung erfolgte am 14. April 2016. Die Mannschaften werden für die Auslosung anhand der FIFA-Weltrangliste vom 25. März 2016 auf vier Töpfe verteilt:
Topf 1: Brasilien, USA, Deutschland
Topf 2: Frankreich, Australien, Schweden
Topf 3: Kanada, VR China, Neuseeland
Topf 4: Kolumbien, Südafrika, Simbabwe
Bei der Auslosung konnten nicht zwei Mannschaften aus derselben Konföderation in eine Gruppe gelost werden. Damit stand schon vor der Auslosung fest, dass Deutschland auf Australien treffen musste und dementsprechend nicht auf China hätte treffen können.
Die ersten Spiele des Frauenturniers wurden am 3. August 2016, zwei Tage vor der eigentlichen Eröffnung der Olympischen Spiele ausgetragen. Die ersten beiden Spieltage jeder Gruppe wurden als Doppelveranstaltungen durchgeführt. Der dritte Spieltag fand jeweils parallel in verschiedenen Stadien statt. Für das Viertelfinale qualifizierten sich die drei Gruppensieger und -zweiten sowie die zwei besten Gruppendritten.

#### Gruppe E
| Pl. | Land      | Sp. | S | U | N | Tore    | Diff. | Punkte |
| --- | --------- | --- | - | - | - | ------- | ----- | ------ |
| 1.  | Brasilien | 3   | 2 | 1 | 0 | 008:100 | +7    | 07     |
| 2.  | China     | 3   | 1 | 1 | 1 | 002:300 | −1    | 04     |
| 3.  | Schweden  | 3   | 1 | 1 | 1 | 002:500 | −3    | 04     |
| 4.  | Südafrika | 3   | 0 | 1 | 2 | 000:300 | −3    | 01     |

|                                                                                          |   |           |           |
| Mi., 3. August 2016 um 13:00 Uhr (18:00 Uhr MESZ) in Rio de Janeiro, Olympiastadion      |   |           |           |
| Schweden                                                                                 | – | Südafrika | 1:0 (0:0) |
| Mi., 3. August 2016 um 16:00 Uhr (21:00 Uhr MESZ) in Rio de Janeiro, Olympiastadion      |   |           |           |
| Brasilien                                                                                | – | China     | 3:0 (1:0) |
| Sa., 6. August 2016 um 19:00 Uhr (So., 00:00 Uhr MESZ) in Rio de Janeiro, Olympiastadion |   |           |           |
| Südafrika                                                                                | – | China     | 0:2 (0:1) |
| Sa., 6. August 2016 um 22:00 Uhr (So., 03:00 Uhr MESZ) in Rio de Janeiro, Olympiastadion |   |           |           |
| Brasilien                                                                                | – | Schweden  | 5:1 (3:0) |
| Di., 9. August 2016 um 21:00 Uhr (Mi., 03:00 Uhr MESZ) in Manaus                         |   |           |           |
| Südafrika                                                                                | – | Brasilien | 0:0       |
| Di., 9. August 2016 um 22:00 Uhr (Mi., 03:00 Uhr MESZ) in Brasília                       |   |           |           |
| China                                                                                    | – | Schweden  | 0:0       |

#### Gruppe F
| Pl. | Land        | Sp. | S | U | N | Tore    | Diff. | Punkte |
| --- | ----------- | --- | - | - | - | ------- | ----- | ------ |
| 1.  | Kanada      | 3   | 3 | 0 | 0 | 007:200 | +5    | 09     |
| 2.  | Deutschland | 3   | 1 | 1 | 1 | 009:500 | +4    | 04     |
| 3.  | Australien  | 3   | 1 | 1 | 1 | 008:500 | +3    | 04     |
| 4.  | Simbabwe    | 3   | 0 | 0 | 3 | 003:150 | −12   | 0      |

|                                                                |   |             |           |
| Mi., 3. August 2016 um 15:00 Uhr (20:00 Uhr MESZ) in São Paulo |   |             |           |
| Kanada                                                         | – | Australien  | 2:0 (1:0) |
| Mi., 3. August 2016 um 18:00 Uhr (23:00 Uhr MESZ) in São Paulo |   |             |           |
| Simbabwe                                                       | – | Deutschland | 1:6 (0:2) |
| Sa., 6. August 2016 um 15:00 Uhr (20:00 Uhr MESZ) in São Paulo |   |             |           |
| Kanada                                                         | – | Simbabwe    | 3:1 (3:0) |
| Sa., 6. August 2016 um 18:00 Uhr (23:00 Uhr MESZ) in São Paulo |   |             |           |
| Deutschland                                                    | – | Australien  | 2:2 (1:2) |
| Di., 9. August 2016 um 16:00 Uhr (21:00 Uhr MESZ) in Brasília  |   |             |           |
| Deutschland                                                    | – | Kanada      | 1:2 (1:1) |
| Di., 9. August 2016 um 16:00 Uhr (21:00 Uhr MESZ) in Salvador  |   |             |           |
| Australien                                                     | – | Simbabwe    | 6:1 (3:0) |

#### Gruppe G
| Pl. | Land               | Sp. | S | U | N | Tore    | Diff. | Punkte |
| --- | ------------------ | --- | - | - | - | ------- | ----- | ------ |
| 1.  | Vereinigte Staaten | 3   | 2 | 1 | 0 | 005:200 | +3    | 07     |
| 2.  | Frankreich         | 3   | 2 | 0 | 1 | 007:100 | +6    | 06     |
| 3.  | Neuseeland         | 3   | 1 | 0 | 2 | 001:500 | −4    | 03     |
| 4.  | Kolumbien          | 3   | 0 | 1 | 2 | 002:700 | −5    | 01     |

|                                                                          |   |                    |           |
| Mi., 3. August 2016 um 19:00 Uhr (Do., 00:00 Uhr MESZ) in Belo Horizonte |   |                    |           |
| Vereinigte Staaten                                                       | – | Neuseeland         | 2:0 (1:0) |
| Mi., 3. August 2016 um 22:00 Uhr (Do., 03:00 Uhr MESZ) in Belo Horizonte |   |                    |           |
| Frankreich                                                               | – | Kolumbien          | 4:0 (3:0) |
| Sa., 6. August 2016 um 17:00 Uhr (22:00 Uhr MESZ) in Belo Horizonte      |   |                    |           |
| Vereinigte Staaten                                                       | – | Frankreich         | 1:0 (0:0) |
| Sa., 6. August 2016 um 20:00 Uhr (So., 01:00 Uhr MESZ) in Belo Horizonte |   |                    |           |
| Kolumbien                                                                | – | Neuseeland         | 0:1 (0:1) |
| Di., 9. August 2016 um 18:00 Uhr (Mi., 00:00 Uhr MESZ) in Manaus         |   |                    |           |
| Kolumbien                                                                | – | Vereinigte Staaten | 2:2 (1:1) |
| Di., 9. August 2016 um 19:00 Uhr (Mi., 00:00 Uhr MESZ) in Salvador       |   |                    |           |
| Neuseeland                                                               | – | Frankreich         | 0:3 (0:1) |

### Rangliste der Gruppendritten
| Pl. | Land       | Sp. | S | U | N | Tore    | Diff. | Punkte |
| --- | ---------- | --- | - | - | - | ------- | ----- | ------ |
| 1.  | Australien | 3   | 1 | 1 | 1 | 008:500 | +3    | 04     |
| 2.  | Schweden   | 3   | 1 | 1 | 1 | 002:500 | −3    | 04     |
| 3.  | Neuseeland | 3   | 1 | 0 | 2 | 001:500 | −4    | 03     |

### Viertelfinale
|                                                                           |   |             |                                 |
| Fr., 12. August 2016 um 13:00 Uhr (18:00 Uhr MESZ) in Brasília            |   |             |                                 |
| Vereinigte Staaten                                                        | – | Schweden    | 1:1 n. V. (1:1, 0:0), 3:4 i. E. |
| Fr., 12. August 2016 um 16:00 Uhr (21:00 Uhr MESZ) in Salvador            |   |             |                                 |
| China                                                                     | – | Deutschland | 0:1 (0:0)                       |
| Fr., 12. August 2016 um 19:00 Uhr (Sa., 00:00 Uhr MESZ) in São Paulo      |   |             |                                 |
| Kanada                                                                    | – | Frankreich  | 1:0 (0:0)                       |
| Fr., 12. August 2016 um 22:00 Uhr (Sa., 03:00 Uhr MESZ) in Belo Horizonte |   |             |                                 |
| Brasilien                                                                 | – | Australien  | 0:0 n. V., 7:6 i. E.            |

### Halbfinale
|                                                                                 |   |             |                      |
| Di., 16. August 2016 um 13:00 Uhr (18:00 Uhr MESZ) in Rio de Janeiro (Maracanã) |   |             |                      |
| Brasilien                                                                       | – | Schweden    | 0:0 n. V., 3:4 i. E. |
| Di., 16. August 2016 um 16:00 Uhr (21:00 Uhr MESZ) in Belo Horizonte            |   |             |                      |
| Kanada                                                                          | – | Deutschland | 0:2 (0:1)            |

### Spiel um Bronze
|                                                                 |   |        |           |
| Fr., 19. August 2016 um 13:00 Uhr (18:00 Uhr MESZ) in São Paulo |   |        |           |
| Brasilien                                                       | – | Kanada | 1:2 (0:1) |

### Finale
| Schweden                                                                         | Schweden | Deutschland | Deutschland |
| -------------------------------------------------------------------------------- | --- | --- | ----------- |
| Schweden                                                                         | \| Fr., 19. August 2016 um 17:30 Uhr (22:30 Uhr MESZ) in Rio de Janeiro, (Maracanã) \| \| Ergebnis: 1:2 (0:0) \| \| Zuschauer: 52.432 \| \| Schiedsrichterin: Carol Chenard ( Kanada) \| \| Spielbericht \|                                                                                     | \| Fr., 19. August 2016 um 17:30 Uhr (22:30 Uhr MESZ) in Rio de Janeiro, (Maracanã) \| \| Ergebnis: 1:2 (0:0) \| \| Zuschauer: 52.432 \| \| Schiedsrichterin: Carol Chenard ( Kanada) \| \| Spielbericht \|                                      | Deutschland |
| Schweden                                                                         | Hedvig Lindahl – Nilla Fischer, Jessica Samuelsson, Linda Sembrant, Kosovare Asllani (68. Pauline Hammarlund) – Elin Rubensson (70. Magdalena Eriksson), Olivia Schough – Caroline Seger , Lisa Dahlkvist, Lotta Schelin – Sofia Jakobsson (55. Stina Blackstenius) Cheftrainerin: Pia Sundhage | Almuth Schult – Leonie Maier, Annike Krahn, Saskia Bartusiak , Tabea Kemme – Melanie Leupolz, Melanie Behringer (70. Lena Goeßling), Anja Mittag, Dzsenifer Marozsán, Sara Däbritz (82. Svenja Huth) – Alexandra Popp Cheftrainerin: Silvia Neid | Deutschland |
| Schweden                                                                         | 1:2 Stina Blackstenius (67.) | 0:1 Dzsenifer Marozsán (48.) 0:2 Linda Sembrant (62., Eigentor) | Deutschland |
| Schweden                                                                         | Linda Sembrant, Sofia Jakobsson, Elin Rubensson | | Deutschland |
| Schweden                                                                         | letztes Länderspiel unter Silvia Neid sowie eines Großteils des Trainer- und Offiziellenstabs letztes Länderspiel von Annike Krahn, Melanie Behringer und Saskia Bartusiak | | Deutschland |
| Fr., 19. August 2016 um 17:30 Uhr (22:30 Uhr MESZ) in Rio de Janeiro, (Maracanã) | | |             |
| Ergebnis: 1:2 (0:0)                                                              | | |             |
| Zuschauer: 52.432                                                                | | |             |
| Schiedsrichterin: Carol Chenard ( Kanada)                                        | | |             |
| Spielbericht                                                                     | | |             |

### Medaillenränge
| Rang             | Medaillengewinnerinnen |
| ---------------- | --- |
| Gold Deutschland | Saskia Bartusiak , Melanie Behringer, Laura Benkarth (TW), Sara Däbritz, Lena Goeßling, Josephine Henning, Svenja Huth, Mandy Islacker, Tabea Kemme, Isabel Kerschowski, Annike Krahn, Simone Laudehr, Melanie Leupolz, Leonie Maier, Dzsenifer Marozsán, Anja Mittag, Babett Peter, Alexandra Popp, Almuth Schult (TW) Trainerin: Silvia Neid                        |
| Silber Schweden  | Jonna Andersson, Emilia Appelqvist, Kosovare Asllani, Emma Berglund, Stina Blackstenius, Hilda Carlén (TW), Lisa Dahlkvist, Magdalena Eriksson, Nilla Fischer, Pauline Hammarlund, Sofia Jakobsson, Hedvig Lindahl (TW), Elin Rubensson, Jessica Samuelsson, Lotta Schelin , Olivia Schough, Caroline Seger , Linda Sembrant, Fridolina Rolfö Trainerin: Pia Sundhage |
| Bronze Kanada    | Janine Beckie, Josée Bélanger, Kadeisha Buchanan, Allysha Chapman, Sabrina D’Angelo (TW), Jessie Fleming, Stephanie Labbé (TW), Ashley Lawrence, Diana Matheson, Nichelle Prince, Rebecca Quinn, Deanne Rose, Sophie Schmidt, Desiree Scott, Christine Sinclair , Melissa Tancredi, Rhian Wilkinson, Shelina Zadorsky Trainer: John Herdman ( England)                |

### Schiedsrichterinnen
Die Schiedsrichterinnen wurden am 2. Mai 2016 bekanntgegeben. Alle Schiedsrichterinnen waren schon bei der WM 2015 dabei. Carol Chénard war zudem bereits bei den Olympischen Spielen 2012 im Einsatz.
| Kontinentalverband | Schiedsrichterinnen | Schiedsrichterassistentinnen             | Einsätze |
| ------------------ | ------------------- | ---------------------------------------- | -------- |
| AFC                | Rita Gani           | Cui Yongmei Naomi Teshirogi              | 1        |
| AFC                | Ri Hyang-ok         | Hong Kum-nyo Allyson Flynn               | 3        |
| CAF                | Gladys Lengwe       | Bernadettar Kwimbira Souad Oulhaj        | 1        |
| CONCACAF           | Lucila Venegas      | Mayte Chávez Enedina Caudillo            | 3        |
| CONCACAF           | Carol Chénard       | Marie-Josée Charbonneau Suzanne Morisset | 3        |
| CONMEBOL           | Olga Miranda        | Mariana de Almeida Yoleida Lara          | 2        |
| CONMEBOL           | Claudia Umpiérrez   | Neuza Back Loreto Toloza                 | 2        |
| OFC                | Anna-Marie Keighley | Sarah Jones Lata Kaumatule               | 2        |
| UEFA               | Stéphanie Frappart  | Manuela Nicolosi Yolanda Parga Rodríguez | 2        |
| UEFA               | Teodora Albon       | Petruța Iugulescu Mária Súkeníková       | 3        |
| UEFA               | Esther Staubli      | Chrysoula Kourompylia Lucie Ratajová     | 2        |
| UEFA               | Kateryna Monsul     | Natalija Ratschynska Sanja Rođak-Karšić  | 2        |

### Torschützinnenliste
| Rang | Spielerin          | Tore | Vorlagen | Spielminuten |
| ---- | ------------------ | ---- | -------- | ------------ |
| 1    | Melanie Behringer  | 5    | 1        | 520          |
| 2    | Janine Beckie      | 3    | 1        | 381          |
| 3    | Christine Sinclair | 3    | 1        | 450          |
| 4    | Sara Däbritz       | 3    | 0        | 443          |
| 5    | Bia                | 3    | 0        | 491          |
| 6    | Marta              | 2    | 2        | 545          |
| 7    | Michelle Heyman    | 2    | 0        | 192          |
| 8    | Stina Blackstenius | 2    | 0        | 219          |
| 9    | Eugénie Le Sommer  | 2    | 0        | 220          |
| 10   | Cristiane          | 2    | 0        | 231          |
| 11   | Catalina Usme      | 2    | 0        | 270          |
| 12   | Louisa Nécib       | 2    | 0        | 278          |
| 13   | Melissa Tancredi   | 2    | 0        | 328          |
| 14   | Alex Morgan        | 2    | 0        | 335          |
| 15   | Carli Lloyd        | 2    | 0        | 338          |
| 16   | Alexandra Popp     | 1    | 3        | 472          |
| 17   | Deanne Rose        | 1    | 1        | 195          |
| 18   | Lisa De Vanna      | 1    | 1        | 246          |
| 19   | Caitlin Foord      | 1    | 1        | 375          |
| 20   | Melanie Leupolz    | 1    | 1        | 432          |
| 21   | Dzsenifer Marozsán | 1    | 1        | 452          |

| Rang | Spielerin          | Tore | Vorlagen | Spielminuten |
| ---- | ------------------ | ---- | -------- | ------------ |
| 22   | Mavis Chiandu      | 1    | 0        | 68           |
| 23   | Mallory Pugh       | 1    | 0        | 222          |
| 24   | Sam Kerr           | 1    | 0        | 234          |
| 25   | Crystal Dunn       | 1    | 0        | 254          |
| 26   | Kyah Simon         | 1    | 0        | 258          |
| 27   | Kudakwashe Basopo  | 1    | 0        | 259          |
| 28   | Emmaculate Msipa   | 1    | 0        | 261          |
| 29   | Camille Abily      | 1    | 0        | 267          |
| 30   | Amber Hearn        | 1    | 0        | 270          |
|      | Amel Majri         | 1    | 0        | 270          |
| 32   | Gu Yasha           | 1    | 0        | 280          |
| 33   | Clare Polkinghorne | 1    | 0        | 315          |
| 34   | Tan Ruyin          | 1    | 0        | 360          |
| 35   | Sophie Schmidt     | 1    | 0        | 372          |
| 36   | Alanna Kennedy     | 1    | 0        | 390          |
| 37   | Saskia Bartusiak   | 1    | 0        | 540          |
| 38   | Andressa Alves     | 1    | 0        | 567          |
| 39   | Nilla Fischer      | 1    | 0        | 588          |
| 40   | Mônica             | 1    | 0        | 600          |
|      | Lotta Schelin      | 1    | 0        | 600          |

Anmerkung: Sortierung bei gleicher Torzahl gemäß Anzahl Torvorlagen bzw. gespielter Zeit.
Stand: Nach dem Finale
Zudem 3 Eigentore durch Eunice Chibanda (Simbabwe gegen Deutschland), Carolina Arias (Kolumbien gegen Frankreich) und Linda Sembrant (Schweden gegen Deutschland)

### Sperren aufgrund von Karten
| Spielerin         | Vergehen                                                     | Sperre im Spiel |
| ----------------- | ------------------------------------------------------------ | --- |
| Shelina Zadorsky  | in Gruppe F gg. Australien                                   | Gruppe F Kanada – Simbabwe                                                                                          |
| Kadeisha Buchanan | in Gruppe F gegen Australien in Gruppe F gegen Simbabwe      | Gruppe F Deutschland – Kanada                                                                                       |
| Abby Erceg        | in Gruppe G gg. Kolumbien                                    | Gruppe G Neuseeland – Frankreich; die FIFA-Disziplinarkom- mission hat diese Sperre nach Protest jedoch aufgehoben. |
| Josée Bélanger    | in Gruppe F gegen Simbabwe im Viertelfinale gegen Frankreich | Halbfinale Kanada – Deutschland                                                                                     |

## Auszeichnungen
- FIFA-Fairplay-Preis (Frauen): Schweden
- FIFA-Fairplay-Preis (Männer): Dänemark

## Trivia
- Die brasilianische Spielerin Formiga ist die einzige Teilnehmerin, die seit 1996 an allen bisher ausgetragenen olympischen Fußballturnieren der Frauen teilgenommen hat. Sie hat zudem die meisten Spiele (29) bestritten.
- Die USA haben mit ihren zwei Siegen in der Vorrunde ihren eigenen Rekord auf 13 Siege in Folge seit 2008 ausgedehnt. Die letzte Niederlage der USA fand am 6. August 2008 gegen Norwegen statt. Die Serie endete mit dem 2:2 im dritten Gruppenspiel gegen Kolumbien, gegen das die USA erstmals einen Punkt abgaben und Gegentore kassierten.
- Mit dem 2:2 gegen die USA beendeten die Kolumbianerinnen ihre Serie von fünf Spielen ohne Torerfolg und Punktgewinn. Zusammen mit Nigeria sind sie aber noch die Mannschaft mit den meisten Niederlagen in Folge und zusammen mit Südafrika die Mannschaft mit den meisten Spielen in Folge ohne Torerfolg.
- Pia Sundhage dehnte den von ihr und Norio Sasaki gehaltenen Rekord von 12 Spielen als Trainer bei Olympischen Spielen mit dem Finaleinzug auf insgesamt 18 Spiele aus.
- Die brasilianische Spielerin Cristiane dehnte ihren Torrekord von 12 auf 14 Tore aus.
- Deutschland verlor im letzten Gruppenspiel erstmals gegen Kanada nach zuvor 12 Siegen.
- Kanada hatte bis zum Halbfinale in 14 Spielen, d. h. bis dahin bei allen Spielen der Kanadierinnen, bei Olympischen Spielen immer mindestens ein Tor erzielt und erzielte dann erstmals kein Tor. Damit konnte lediglich Neuling Simbabwe in allen Spielen mindestens ein Tor erzielen, bestritt aber nur drei Spiele.
- Hope Solo bestritt beim 1:0 gegen Frankreich als erste Torhüterin ihr 200. Länderspiel. Weitere Jubiläumsspiele gab es für Saskia Bartusiak (100. Länderspiel im Halbfinale), Nilla Fischer (150. Länderspiel im Finale) und Christine Sinclair (250. Länderspiel im Spiel um Platz 3).
- Die USA und Schweden bestritten das erste Elfmeterschießen bei einem olympischen Fußballturnier der Frauen. Durch die Niederlage in diesem Elfmeterschießen erreichten die USA erstmals nicht das Halbfinale.
- Mit Lindsey Horan wurde in der 114. Minute des Spiels USA gegen Schweden zum ersten Mal eine vierte Spielerin eingewechselt, was nach einer Regeländerung in der Verlängerung nun möglich ist.[24] Auch Schweden und Australien (gegen Brasilien) nutzten diese Möglichkeit.
- Janine Beckie erzielte im Spiel gegen Australien am 3. August 2016 bereits nach 21 Sekunden das 1:0 und unterbot damit den bisherigen Rekord für das schnellste Tor um 20 Sekunden.[25][26]
- Im Halbfinale gegen Honduras erzielte Neymar das schnellste Tor der Olympiageschichte nach 15 Sekunden.[27]
- Erstmals standen zwei Mannschaften einer Konföderation (UEFA) im Finale der Frauen.
- Erstmals standen die Mannschaften der Frauen und Männer eines Landes (Deutschland) bei einem Turnier im Finale.
- Mit Brasilien und Deutschland standen die beiden Länder im Finale der Männer, die als einzige Weltmeister noch keine olympische Goldmedaille gewinnen konnten.
- Das 10:0 der deutschen Mannschaft gegen Fidschi ist der höchste Sieg einer Mannschaft mit Profispielern bei Olympischen Spielen. Den letzten zweistelligen Sieg gab es 1964, als die ägyptische Mannschaft, die als Vereinigte Arabische Republik antrat, die Südkoreaner mit 10:0 bezwang.
- Nils Petersen ist der erste Spieler nach dem Ägypter Ibrahim Riad, dem in einem Spiel fünf Tore gelangen. Ibrahim Riad erzielte als zuvor letzter Spieler am 24. Oktober 1964 beim 10:0 gegen Südkorea sechs Tore.[28]
- Die Schwedinnen erreichten als erste Gruppendritte das Finale.
- Melanie Behringer wurde als erste Torschützenkönigin auch Olympiasiegerin und als erste Torschützenkönigin mit zwei direkt verwandelten Elfmetern.
- Silvia Neid ist die erste Trainerin, die mit ihren Mannschaften Kontinentalmeister, Weltmeister und Olympiasieger wurde.
- Erstmals belegten bei den Männern drei Spieler eines Landes (Deutschland) die ersten drei Plätze der Torschützenliste.
- Der brasilianische Torhüter Wéverton blieb beim Turnier 509 Minuten in Folge ohne Gegentor und stellte damit einen neuen olympischen Rekord auf. Erst im Finale kassierte er das einzige Gegentor.[29]
- Brasilien ist nun bei den Männern mit sechs Medaillen (1× Gold, 3× Silber und 2× Bronze) das Land mit den meisten Medaillen. Schon vor den Spielen war Brasilien mit sieben (nun acht) Medaillen bei Männern und Frauen zusammengerechnet das Land mit den meisten Medaillen.
- Die Kanadierin Deanne Rose ist durch ihr Tor im Spiel um Platz 3 mit 17 Jahren und 169 Tagen nun die jüngste Torschützin bei Olympischen Spielen.[29]